# Domnarvsvallen
Das Domnarvsvallen ist ein Fußballstadion in der schwedischen Stadt Borlänge. Das Stadion wird von den örtlichen Fußballklubs IK Brage und Dalkurd FF zur Ausrichtung ihrer Heimspiele genutzt.

## Geschichte
Zu Beginn des 20. Jahrhunderts entwickelte sich Fußball zu einer der bedeutendsten Sportarten in Borlänge. Das Finden eines optimalen Austragungsortes wurde für die einzelnen Fußballmannschaften schnell zu einem der größten Probleme. Daher wurde 1923 mit dem Bau eines neuen Stadions begonnen. Als Arbeiter zur Errichtung des Domnarvsvallen wurden Schüler der Industrieschule und Arbeitslose der Södra Sveriges Statsbanor herangezogen.
Parallel zum Stadionbau hatten sich mit Domnarvets GoIF und IK Blixt 1923 zwei der stärksten örtlichen Mannschaften zusammengeschlossen. Dieser Verbund hielt jedoch nicht lange und ein Teil der Spieler war am 7. April 1925 an der Gründung des IK Brage beteiligt. Der Klub trug fortan seine Heimspiele in dem im Gründungsjahr neu eröffneten Stadion aus und da er sich zu einem fußballerischen Aushängeschild der Stadt entwickelte, erlebte das Stadion mehrere Spielzeiten Erst- und Zweitligafußball. Nachdem der Emigrantenverein Dalkurd FF sich in den höherklassigen Fußball gespielt hatte, zog er ebenfalls für seine Heimspiele ins Stadion um.

## Stadion
Domnarvsvallen bietet derzeit knapp 6.500 Zuschauern Platz. Drei der vier Tribünen bestehen aus Sitzplätzen, lediglich die Westtribüne fasst 1.020 Zuschauer ausschließlich auf Stehplätzen. Der Zuschauerrekord von 14.200 Anhänger wurde 1965 bei einem Vergleich mit GAIS erreicht. Neben dem eigentlichen Stadion existieren noch zwei weitere, kleinere Rasenplätze.